# Андроников, Яссе Николаевич
Князь Яссе Николаевич Андроников, вариант фамилии Андронников (1893 — 27 октября 1937) — штабс-ротмистр царской армии, режиссёр молодёжного театра в Москве, актёр, учитель современного танца, брат Саломеи и отец Константина Андрониковых.

## Биография

### Происхождение
По национальности грузин. Отец — грузинский князь Иван (Нико) 3ахарьевич Андроникашвили (1862—1947), агроном и общественный деятель. Выпускник московской Лесной академии 1887 года, после этого в течение тринадцати лет был главным экспертом Кавказского комитета по защите от филлоксеры. В 1902—1916 был главой города Батуми. Мать — Лидия Николаевна Плещеева-Муратова (1861—1953), внучатая племянница поэта А. Н. Плещеева, когда познакомилась с И. З. Андроникашвили, состояла в первом браке. У неё было трое детей, которые погибли при трагических обстоятельствах. Полюбив Ивана Захарьевича, она оставила Петербург и первого мужа, и переехала в Тифлис, где прожила до конца жизни. В этом браке было также трое детей: Саломея, Мариам (или Мария, Маруся) и Яссе. Родовое поместье находилось в Кахетии.

### До первой мировой войны
Яссе родился в 1893 году в Тифлисе. Окончил Батумскую гимназию. В 1912 году Яссе поступил на юридический факультет Петербургского университета. В 1913 году писал стихи, посвященные Анне Ахматовой, по мнению Андрея Арьева, возможно, был в неё влюблен.
В сентябре 1915 года в Петербурге женился на Елене Константиновне Вахтер, лютеранке по вероисповеданию, дочери тайного советника и предпринимателя Константина Логиновича Вахтера (1837—1917). Свадьба была скромной, у жениха не было денег даже на обручальное кольцо. 16 июля 1916 года в Петрограде родился сын Константин.

### На мировой и гражданской
Летом 1916 г., окончив университет и после рождения сына, Яссе Андроников ушёл добровольцем на фронт и поступил в Дикую дивизию. Штабс-ротмистр российской армии. Попал на Румынский фронт. В начале 1917 года при штурме австрийского бастиона ранен, награждён Георгиевским крестом 4-й степени. После ранения эвакуирован в тыл. Попав в Петроград, Яссе поступил в Пажеский корпус. Это оказался его последний ускоренный выпуск. В сентябре 1917 года Андроников уже окончил Пажеский корпус и был произведён в прапорщики.
В 1918 году его жена с сыном, спасаясь от голода и большевистского террора, выехала на юг России. Яссе уехал в Тифлис. В 1919 году Яссе приехал с грузинским паспортом в Новороссийск, занятый белыми. В комендатуре ему объяснили, что он, как прапорщик Российской императорской армии, подлежит мобилизации, а если он хочет остаться подданным Грузии, то необходимо отказаться от Российского гражданства и его русский паспорт будет у него изъят. Андроников заявил, что не откажется от России и поступил в Добровольческую Армию. Старший офицер в Деникинской армии. В августе 1919 года снова ранен, эвакуирован в Феодосию, где воссоединился с семьей. Оттуда он направлен в Кисловодск для дальнейшего лечения. Феврале 1920 года жена с сыном на американском миноносце эвакуируется из Крыма в Константинополь, а затем в Париж. Яссе вернулся из России в Грузию. Работал экономистом.

### Жизнь и смерть при советской власти

#### Первый арест
В 1921 году Андронников участвовал в боях против Красной армии, вторгшейся в Грузию. В апреле того же большевистские силы заняли всю страну. Андроников был готов к эвакуации и находился на пароходе, отходящем из Батума в Европу. Но на пристани появились члены большевистского правительства, которые стали отговаривать пассажиров уезжать, уверяя, что репрессий против них не будет. По возвращении в Тифлис Андроникова арестовали в тот же день. Семь месяцев он провёл в Метехской тюрьме, освобождён в конце 1921 года благодаря ходатайству тёти, прятавшей в своём поместье до революции видного большевика, ставшего к тому времени членом правительства. При освобождении Яссе был лишён права искать работу в Грузии. Он уехал в Москву, где стал актёром, а позднее режиссёром театра Буффонады. Зарабатывал на жизнь, будучи учителем танцев и драматургом.

#### Второй арест
2 апреля 1926 — арестован за «контрреволюционные связи с сотрудниками иностранных миссий», приговорён к тюремному заключению и осенью отправлен в Тобольский политизолятор. 13 апреля 1927 освобождён, дело прекращено.
Яссе женился на актрисе своего театра Нине Александровне Кинд. Работал в театре актёром и танцором. Получил место постоянного преподавателя современного танца и пластики в ГИТИСе. Много гастролировал с театром по стране, пробовал себя и в режиссуре. В течение всей жизни с самой ранней юности и до гибели писал стихи, сохранившиеся из них были опубликованы в 2009 году — 72 года спустя после гибели автора.

#### Третий арест
11 июля 1931 снова арестован по обвинению в шпионаже. За несколько месяцев до ареста встречался с почетным гостем Грузии, редактором журнала, французским журналистом Вожелем. По другим частично совпадающим сведениям причиной ареста было то, что Саломея прислала брату письмо с оказией через французского журналиста. 28 октября 1932 — приговорен к 10 годам ИТЛ и отправлен в Карлаг. Несколько месяцев находился в Ташкенте, затем отправлен в совхоз Нарпай (Узбекистан), на полуостров у реки Сыр-Дарья. 25 октября 1935 — направлен на работу в Балхашстрой, но в январе 1936 — в связи с болезнью печени после перенесенной им малярии был помещен в больницу Караганды. В начале марта 1936 — выписан из больницы и в апреле отправлен в Соловецкий лагерь особого назначения (в мае находился в Кеми).
Первое время работал внештатным режиссёром в Соловецком театре. После ссоры с Л. Курбасом и Л. Приваловым был отправлен на дальнюю командировку.

#### Гибель
Осенью 1937 года переведён на тюремный режим. 9 октября 1937 года особой тройкой УНКВД Ленинградского округа приговорён к высшей мере наказания. Расстрелян 27 октября 1937 года, похоронен в урочище Сандармох в Карелии.

## Семья
- Сестра — Саломея по первому браку Андреева, по второму Гальперн (1888—1982) — муза многих поэтов и художников Серебряного века.
- Сестра — Мариам (Мария, Маруся) в замужестве Шарашенидзе (1891—1976[19]), работала в Институте географии в Тбилиси[20].

- Первая жена (с 1915) — Елена Константиновна урождённая Вахтер (1890—1938)
  - Сын — Константин (1916—1997) — французский дипломат, православный богослов и переводчик.
- Вторая жена (с ?) — Нина Александровна Кинд

## Произведения
- Андроников Яссе. Я просто шел, не ведая куда… : повествование в письмах и стихах; сопроводит. текст М. К. Андроникова. — Санкт-Петербург : Журнал «Звезда», 2009. — 211 с. — ISBN 978-5-7439-0146-3
- Андроников Яссе. Алешка, роман. // «Звезда» 2012, № 10 Архивная копия от 5 сентября 2014 на Wayback Machine, окончание // «Звезда» 2012, № 11.

## Адреса
- Тбилиси, улица Атарбекова, 43 б
- 1926 — г. Москва, ул. Станкевича, д. 15, кв. 3.